# North Bay Centennials
Die North Bay Centennials waren eine kanadische Eishockeymannschaft aus North Bay, Ontario. Das Team spielte von 1982 bis 2002 in einer der drei höchsten kanadischen Junioren-Eishockeyligen, der Ontario Hockey League (OHL).

## Geschichte

Altes Logo der Centennials

Die North Bay Centennials wurden 1982 als Franchise der Ontario Hockey League gegründet, nachdem zuvor die Niagara Falls Flyers aus der Ontario Hockey Association, von Niagara Falls, Ontario, nach North Bay, Ontario, umgesiedelt worden waren. Zuvor gelang es den neuen Besitzern der Flyers nicht eine neue Arena für ihr Team zu erhalten. Die Centennials wurden nach dem hundertjährigen Bestehen der Eisenbahnstrecke in North Bay benannt. Ihren ersten Erfolg hatte die Mannschaft mit dem Erreichen des Finales um den J. Ross Robertson Cup 1987, in dem sie den Oshawa Generals unterlagen. Zwei Jahre später verlor man gegen die Sault Ste. Marie Greyhounds. Im dritten Anlauf gewann North Bay in der Saison 1993/94 den J. Ross Robertson Cup, nachdem im Finale die Detroit Junior Red Wings besiegt wurden. Als OHL-Meister qualifizierte sich das Team für den Memorial Cup, die Meisterschaft der Canadian Hockey League, in dem es den vierten und somit letzten Platz belegte.     
Nachdem das Franchise Verluste einfuhr wurde es 2002 an eine Gruppe US-amerikanischer Investoren verkauft, die von Dick Garber angeführt wurde. Die neuen Besitzer siedelten das Team schließlich nach Saginaw, Michigan, um, wo es seither unter dem Namen Saginaw Spirit am Spielbetrieb der OHL teilnimmt.

## Ehemalige Spieler
Folgende Spieler, die für die North Bay Centennials aktiv waren, spielten im Laufe ihrer Karriere in der National Hockey League: 
| - Jonas Andersson - Shawn Antoski - Alex Auld - Drake Berehowsky - Paul Bissonnette - Jeff Bloemberg - Dennis Bonvie - Brad Brown - Adam Burt - Tony Cimellaro - Troy Crowder - Rob Davison | - Andy Delmore - Jeff Eatough - Todd Elik - Trevor Gillies - Paul Gillis - Trevor Halverson - Mike Hartman - Derian Hatcher - Kevin Hatcher - Bill Houlder - Nick Kypreos - Bob LaForest | - Mark LaForest - Mark LaVarre - Mark Lawrence - Brett MacDonald - Jason MacDonald - Mark Major - Andrew McBain - Steve McLaren - Dave McLlwain - Ron Meighan - Steve Montador | - Chris Neil - Keith Osborne - Chad Penney - Geoff Platt - John Purves - Joe Reekie - Jeff Shevalier - Chris Thorburn - Tom Thornbury - Darren Turcotte - Witali Jatschmenjow |

## Team-Rekorde

### Karriererekorde
Spiele: 265  Ryan Armstrong
Tore: 162  Nick Kypreos
Assists: 221  John Spoltore
Punkte: 342  John Spoltore
Strafminuten: 766  Brad Brown